# Attenzione Bambino
Attenzione Bambino – drugi album studyjny polskiej grupy muzycznej BiFF. Wydawnictwo ukazało się 9 października 2013 nakładem wytwórni muzycznej Mystic Production.

## Lista utworów
| Nr  | Tytuł utworu                         | Długość |
| --- | ------------------------------------ | ------- |
| 1.  | „Niepoważna”                         | 4:21    |
| 2.  | „Terapeuta”                          | 3:45    |
| 3.  | „Bojkot”                             | 4:01    |
| 4.  | „Na pomoc”                           | 2:50    |
| 5.  | „Lepiej cieplej”                     | 5:49    |
| 6.  | „Chłopak”                            | 3:06    |
| 7.  | „Wake Up”                            | 3:49    |
| 8.  | „Alleluja”                           | 3:02    |
| 9.  | „Cudnie”                             | 3:46    |
| 10. | „Jeżeli kochać to nie indywidualnie” | 2:30    |
| 11. | „Żeńskie rymy nocy lipcowej”         | 3:06    |
|     |                                      | 40:05   |

## Twórcy albumu
- Michał Pfeif - gitara basowa, śpiew
- Jarek Kozłowski - perkusja, śpiew
- Przemysław Wejmann - gitara
- Hrabia Fochmann - gitara, śpiew
- Bojkot - keyboard, śpiew
- Jacek Miłaszewski - mastering, miksowanie (utwory: 6, 11)
- Cyrille Champagne - miksowanie
- Tomasz Duda - saksofon
- Dariusz Sprawka - puzon
- Tomasz Ziętek - trąbka
- Ania Brachaczek - śpiew